# جو-آن استورز
جو-آن استورز (انگلیسی: Jo-Ann Stores) شرکت نساجی آمریکایی است، که در سال ۱۹۴۳ تأسیس شد.